# Томпсон, Хантер Стоктон
Ха́нтер Сто́ктон То́мпсон (англ. Hunter Stockton Thompson; 18 июля 1937, Луисвилл, Кентукки — 20 февраля 2005, Вуди Крик, Колорадо) — американский писатель и журналист, основатель гонзо-журналистики, когда автор становится участником событий и центральной фигурой повествования. Наиболее известен по роману «Страх и отвращение в Лас-Вегасе», а также его экранизациям: фильму 1980 года «Там, где бродит бизон» с Биллом Мюрреем и одноимённой ленте 1998 года с Джонни Деппом.

## Биография

### Ранние годы
Уроженец Луисвилля, Кентукки. Его родители, Джек (умер в 1952 году) и Вирджиния (умерла в 1999 году), поженились в 1935 году. У пары было трое сыновей — Хантер, Дэвисон и Джеймс.
В 1956 году Хантер ушёл в армию США, чтобы избежать ответственность за ДТП, в котором он разбил грузовик своего работодателя. Во время службы на авиабазе Эглин во Флориде в 1956 году стал спортивным редактором армейской газеты «Главный курьер». Он также писал в несколько местных газет, что не нравилось руководству базы, так как он критиковал как всю армию США в целом, так и эту военную базу и её руководство в частности.
В 1958 году командир Томпсона рекомендовал его к досрочному увольнению из ВВС в звании рядового авиации первого класса. После Военно-воздушных сил он переехал в Нью-Йорк и по солдатской программе оплаты высшего образования обучался в Колумбийском университете, где посещал факультет общих дисциплин, в частности, лекции по написанию коротких рассказов.
В течение этого времени он недолго работал в журнале The Time за 51 $ в неделю. За время работы он перепечатал на машинке «Великий Гэтсби» Ф. Скотта Фицджеральда и «Прощай, оружие!» Эрнеста Хемингуэя, объясняя это желанием узнать писательский стиль авторов. В 1959 году Томпсон был уволен из The Time за нарушение субординации. Позже в том же году он работал репортёром для Middletown Daily Record в Нью-Йорке, но был уволен после драки с владельцем местного ресторана, который давал в этой газете рекламу.
В 1960 году Томпсон переехал в Сан Хуан, Пуэрто-Рико, чтобы принять предложение о работе в спортивном журнале El Sportivo, который вскоре закрылся. Но переезд в Пуэрто-Рико позволил Томпсону совершить путешествие по Карибскому морю и Южной Америке и писать независимые статьи для нескольких американских ежедневных газет. В Пуэрто-Рико он сдружился с журналистом Уильямом Кеннеди. Томпсон также был южноамериканским корреспондентом еженедельника Dow Jones «National Observer». В 1961 году в течение восьми месяцев Томпсон служил охранником и смотрителем в Big Sur Hot Springs перед тем, как оно стало Эзалинским институтом.
В это же время Томпсон написал две повести («Принц Медуза» и «Ромовый дневник») и предложил издателям несколько рассказов. Позже Кеннеди отметил, что «они с Томпсоном были неудавшимися романистами, которые обратились к журналистике, чтобы заработать на жизнь».
9 мая 1963 года он женился на своей давней девушке Сандре Конклин (она же Сэнди Конклин Томпсон, теперь Сонди Райт). 23 марта 1964 года у них родился сын Хуан Фицджеральд Томпсон. Пара пыталась завести детей ещё пять раз: три беременности закончились выкидышами, ещё двое детей умерли в младенчестве. Хантер и Сэнди развелись в 1980 году, оставаясь близкими друзьями до самой смерти Хантера.
В 1965 году редактор «The Nation» Кэрри МакВильямс предложила Томпсону написать несколько статей, основанных на его общении с байкерами из мотоклуба Hells Angels. Перед этим Томпсон провёл год, живя и катаясь вместе с «Ангелами ада», пока несколько незнакомых байкеров не избили Томпсона до полусмерти. После того, как The Nation опубликовал статью (17 мая 1965 года), Томпсон получил несколько предложений на написание книги и Random House выпустил в твёрдом переплёте «Hells Angels: The Strange and Terrible Saga of the Outlaw Motorcycle Gangs» в 1966 году (издано на русском языке под названием «Ангелы ада» в 2001 г.).
В 1967 году Томпсон с семьёй переехал в пригород Аспена, горную деревню Вуди-Крик (округ Питкин, штат Колорадо), где и жил до самой смерти. Первые полтора года он арендовал жильё, а в начале 1969 года, получив крупное роялти за «Ангелов ада», приобрел собственное.
В 1970 году он написал статью «Дерби в Кентукки упадочно и порочно» для нетрадиционного журнала Scanlan’s Monthly, который и установил его как писателя с контркультурным влиянием.

### Работа в «Роллинг стоун»
Большинство лучших работ Томпсона было опубликовано в журнале «Роллинг стоун», его первой статьёй, напечатанной в журнале, была «Власть фриков в горах». Статья описывала его попытку получить должность шерифа округа Питкин от партии «Власть фриков». Томпсон потерпел неудачу на выборах, запустив предвыборную кампанию, пропагандирующую декриминализацию наркотиков (но только для личного употребления, не для торговли, так как он не одобряет спекуляции), перекапывая улицы и превращая их в поросшие травой пешеходные аллеи, выступая против любого здания достаточно высокого, чтобы закрыть вид на горы, и переименовывая Аспен в «Город жирдяев» — у действующего шерифа-республиканца, с кем он соперничал, была стрижка ёжиком, побудившая Томпсона побриться налысо и обратиться к оппоненту со словами «мой длинноволосый оппонент».
Томпсон продолжил работу политическим корреспондентом для «Роллинг стоун». Две его книги, «Страх и отвращение в Лас-Вегасе» и «Страх и отвращение предвыборной гонки '72» были впервые опубликованы именно в этом журнале.
Опубликованная в 1971 году «Страх и отвращение в Лас-Вегасе: Безумная поездка в сердце Американской мечты» являлась своего рода отчётом от первого лица журналиста (Сам Томпсон под псевдонимом «Рауль Дюк») о поездке в Лас-Вегас с «300-фунтовым самоанским» адвокатом «Доктором Гонзо» (герой, придуманный другом Томпсона, американским мексиканцем (чикано) адвокатом Оскаром Зета Акостой), целью которой было освещение легендарной гонки на мотоциклах «Минт 400», а затем полицейской наркоконференции. Во время поездки они «с адвокатом» занимаются поиском Американской мечты, постоянно находясь под воздействием наркотиков.

«Багажник нашей машины напоминал передвижную полицейскую нарколабораторию. У нас в распоряжении оказалось две сумки травы, семьдесят пять шариков мескалина, пять промокашек лютой кислоты, солонка с дырочками, полная кокаина, и целый межгалактический парад планет всяких стимуляторов, транков, визгунов, хохотунов… а также кварта текилы, кварта рома, ящик Бадвайзера, пинта сырого эфира и две дюжины амила»
— отрывок из книги «Страх и отвращение в Лас-Вегасе. Дикое путешествие в сердце Американской мечты».
Ральф Стедман, который сотрудничал с Томпсоном в нескольких проектах, внёс свой вклад в виде иллюстраций, сделанных тушью.
«Страх и отвращения предвыборной гонки '72» — это сборник статей в «Роллинг стоун», которые Томпсон писал, освещая предвыборную кампанию президента Ричарда М. Никсона и его неудачливого оппонента, сенатора Джорджа Макговерна. Книга акцентирована в основном на предварительных выборах Демократической партии и на её провале вследствие раскола между разными кандидатами; Макговерна восхваляли, в то время как Эд Маски и Хьюберт Хамфри были осмеяны. Томпсон стремился быть жёстким критиком Никсона, как в течение, так и после его президентства. После смерти Никсона в 1994 году Томпсон описал его в «Роллинг стоун» как человека, который «может пожать тебе руку и вонзить нож в спину одновременно», добавив, что «его гроб стоило бы спустить в одну из тех открытых сточных канав, что выходят в океан южнее Лос-Анджелеса. Он был человеком-свиньёй и простофилей-президентом… [Он] был злым человеком — злым в том виде, который смогут представить только верящие в физическое существование дьявола».

### Поздние годы
На протяжении 1980-х и 1990-х годов Томпсон продолжал изредка писать для «Роллинг стоун», а также сочинил роман под названием «Проклятие Лоно» (в русском переводе — «Проклятие Гавайев») о нескольких безумных неделях, проведённых журналистом на Гавайях. Роман стал своеобразным продолжением «Страха и отвращения в Лас-Вегасе» и был издан с подробными иллюстрациями друга Томпсона, а заодно и прототипа одного из персонажей романа, Ральфа Стедмана.
Большая часть его произведений, выпущенных после 1980 года, опубликована в 4 томах под названием The Gonzo Papers. Книга представляла собой большой сборник старых статей в «Роллинг стоун» и других малоизвестных работ Томпсона, написанных в 1960—70-х, а также включала в себя некоторые новые и ранее неопубликованные рассказы и очерки. Кто-то критиковал Томпсона, мол, он выдохся после «Страха и отвращения предвыборной гонки '72» и просто повторяет или эксплуатирует свои прежние работы. Сам Томпсон в предисловии к первому тому «Большой охоты на акул» отмечает перерождение, озвучивает мысли о суициде и объявляет, что старый Хантер Томпсон умер. Возможно, он был прав. Сборники журналистских статей и очерков, опубликованные им после 1980 года, по качеству серьёзно уступают прозе, опубликованной им ранее.
Одна из последних книг Томпсона, «Царство страха», вышла в 2003 году и содержала самый новый материал — злой комментарий к уходящему Американскому веку. Томпсон также вёл спортивную интернет-колонку «Hey, Rube» для ESPN «Page 2», которая позже была собрана в книгу Hey Rube: Blood Sport, the Bush Doctrine, and the Downward Spiral of Dumbness Modern History from the Sports Desk (2005). Помимо этого, Томпсон иногда ездил с лекциями, в том числе однажды с Джоном Белуши.
Томпсон увлекался огнестрельным оружием и был отчаянным энтузиастом с большой коллекцией ручного оружия, винтовок, дробовиков, газового оружия, автоматического и полуавтоматическим оружия и практически всех видов взрывчатки, произведённой в промышленных или домашних условиях, известных человеку.
Брат Хантера Джеймс (родился 2 февраля 1949 года и умер от СПИДа 25 марта 1993 года) говорил, что Хантер оскорблял его из-за гомосексуальности и что они никогда не были близки. Джеймс жаловался на тяжкое бремя ухода за пьющей матерью в течение многих лет, в то время как Хантер отсутствовал, а Джеймсу приходилось периодически вызывать такси, чтобы поднять мать с тротуара, на который она падала без чувств.
Хантер женился на своей давней ассистентке Аните Бежмук 24 апреля 2003 года.

### Самоубийство
Можно ли это называть самоубийством? Скорее всего, Томпсон просто завершил жизнь как воин, совершив над собой печальный ритуал. «С недавних пор его стали преследовать травмы и болезни — он перенёс перелом ноги и операцию на бедре». Таким образом он преодолел старость.
«Я думаю, он принял осознанное решение. Он превосходно прожил свои 67 лет, он жил так, как хотел — и не был готов страдать от унижений старости, — говорит Дуглас Бринкли, историк и друг писателя. — Это не было иррациональным поступком. Это был хорошо спланированный акт. Он не собирался никому позволять диктовать ему, каким образом умирать». Похожие мысли высказывает и вдова писателя Анита: «Для Хантера, как мастера политических ходов и приверженца идеи контроля, совершенно нормальным было решение покончить с жизнью по собственному графику, своими собственными руками, а не отдавать власть над собой судьбе, генетике или случайности. И хотя мы будем горько о нём сожалеть, мы понимаем его решение. Пусть мир знает, что Хантер Томпсон умер с полным стаканом в руках, бесстрашным человеком, воином» — Rolling Stone.
Томпсон умер в своём доме в Вуди Крик, Колорадо, 20 февраля 2005, в 17:42 от огнестрельного ранения в голову. Ему было 67 лет.
Сын Томпсона (Хуан), невестка (Дженнифер Винкел Томпсон) и внук (Уилл Томпсон) гостили у него в выходные во время самоубийства. Уилл и Дженнифер были в соседней комнате, когда они услышали выстрел, тем не менее выстрел был принят за упавшую книгу и они продолжили заниматься своими делами, прежде чем проверить; «Винкел Томпсон продолжала играть в 20 вопросов с Уиллом, Хуан продолжал фотографировать». Томпсон сидел за своей печатной машинкой со словом «Адвокат», написанным в центре второй страницы.
Они сообщили в прессу, что не верят, что его самоубийство было вызвано отчаянием, а было хорошо обдуманным актом после множества болезненных медицинских процедур. Жена Томпсона, Анита, которая в момент смерти мужа находилась в спортзале, разговаривала с Томпсоном по телефону, когда он покончил с собой.
Художник и друг Ральф Стедман написал:
«…25 лет назад он сказал мне, что он почувствовал бы себя действительно в западне, если бы не знал, что может убить себя в любой момент. Я не знаю, смелость это или глупость, или что ещё, но это было неизбежно. Я думаю, правда, которая объединяла всё, что он писал, в том, что он имел в виду именно то, что он говорил. Если для Вас это представление, что ж, хорошо. Если вы думаете, что это как-то просветило вас, что ж, это ещё лучше. Если вы гадаете, отправился ли он в рай или ад, — будьте уверены, он проверит и то, и другое, выяснит, куда отправился Ричард Милхаус Никсон — и отправится туда. Он никогда не терпел скуки. Но там должен быть и футбол тоже — и павлины…»
Спустя 3 месяца американский журнал Rolling Stone опубликовал то, что было объявлено последними словами Томпсона, написанными маркером за четыре дня до его смерти. Записка была озаглавлена «Футбольный сезон закончен».
В интервью, данном телеканалу BBC в 1978 году, писатель сказал, что хотел бы устроить для своих друзей «посмертную вечеринку» с развеиванием собственного праха из пушки. Эти слова были интерпретированы как последняя воля писателя, и 20 августа актер Джонни Депп взял на себя расходы по её исполнению. Выстрел был произведён из специально сооружённой пушки, закреплённой на подъёмном кране высотой 46 метров. Верхняя часть крана была скрыта под изображением шестипалого кулака «Гонзо». Прахом писателя выстрелили сквозь «кулак» на закате.

## Экранизации произведений
- «Там, где бродит бизон», 1980 (Where the Buffalo Roam) — режиссёр Арт Линсон, в главных ролях: Билл Мюррей, Питер Бойл.
- «Страх и ненависть в Лас-Вегасе», 1998 (Fear and Loathing in Las Vegas) — режиссёр Терри Гиллиам, в главных ролях: Джонни Депп, Бенисио Дель Торо. Хантер Томпсон снялся в коротком эпизоде этого фильма.
- «Ромовый дневник», 2011 (Rum Diary) — режиссёр Брюс Робинсон, в главной роли: Джонни Депп. Мировая премьера планировалась на 24 сентября 2010 года, но позже была перенесена на 1 января 2011 года, после чего была снова отложена уже на 23 сентября 2011 года. Премьера в России вновь была перенесена и состоялась 20 октября 2011 года.

## Биографические фильмы
- В 2003 году Уэйн Юинг снял фильм под названием «Завтрак с Хантером» (англ. Breakfast with Hunter). Это фильм о повседневной жизни Томпсона, в нём присутствуют эксцентричные выходки главного действующего лица и зарисовки из его жизни. В фильме снялось множество известных деятелей, связанных с Томпсоном на протяжении всей его жизни, в том числе Ральф Стедман, Джонни Депп, Терри Гиллиам, Бенисио дель Торо и другие.
- В 2008 году режиссёром Алексом Гибни был снят биографический документальный фильм «Гонзо: Жизнь и творчество доктора Хантера С. Томпсона» (англ. Gonzo: The Life and Work of Dr. Hunter S. Thompson), содержащий интервью с друзьями и членами семьи Хантера Томпсона, а также его документальные видеозаписи.